# Mary Maguire
Pour les articles homonymes, voir Maguire.
Mary Maguire, née à Melbourne (Australie) le 22 février 1919 et morte à Long Beach (Californie) le 18 mai 1974 , est une actrice australienne qui, à la fin des années 1930, est brièvement devenue une star à Hollywood et dans le cinéma britannique.

## Biographie
Elle est née Hélène Teresa Maguire à Melbourne en Australie son père Michael "Mickey" Maguire est footballeur, propriétaire des chevaux de course, propriétaire d'un hôtel et ancien boxeur et Mary Jane Maguire (née Carroll). Elle est la deuxième des cinq sœurs. Elle a grandi à Melbourne et à Brisbane, son père gérant le célèbre "Bull and Mouth Hotel" à Bourke Street, Melbourne et plus tard l'hôtel Bellevue à Brisbane. À Melbourne, elle a fréquenté l'Académie de Marie Immaculée à Fitzroy. Elle a débuté au cinéma à l'âge de 16 ans.
Elle et sa famille déménagent à Hollywood en septembre 1936. Un autre australien John Farrow lui organise une entrevue avec un directeur de casting qui lui a fait signer un contrat avec Warner Bros. Mary a fait ses débuts aux États-Unis dans le film B That Man's Here Again avec le comédien Hugh Herbert, suivi de Confession de Kay Francis et Ian Hunter, de l'île d'Alcatraz avec Ann Sheridan et John Litel et Sergeant Murphy avec Ronald Reagan.
Elle déménage à Londres en 1939 pour se marier. Son fils, Michael Robert, est né en février 1941. En 1945, elle divorce. Elle a essayé de redémarrer sa carrière hollywoodienne à l'âge de 26 ans mais en vain. Elle se marie avec Philip Henry Legarra, un ingénieur américain.
Elle est décédée à Long Beach en Californie en 1974.

## Filmographie partielle
- 1933 : Diggers in Blighty (Extra)[1]
- 1935 : Heritage (en)
- 1936 : The Flying Doctor de Miles Mander
- 1937 : That Man's Here Again
- 1937 : Confession
- 1937 : L'Île du diable (Alcatraz Island) de William C. McGann
- 1937 : Sergeant Murphy (en)
- 1938 : M. Moto dans les bas-fonds (Mysterious Mr. Moto) de Norman Foster
- 1938 : Keep Smiling (en)
- 1939 : The Outsider
- 1939 : Black Eyes (en)
- 1940 : An Englishman's Home (en)
- 1942 : This Was Paris (en)